# Site de la falaise
Le site de la falaise (anglais : Cliff Site) est un monument composée d'une croix commémorative situé sur la colline Brant près de la localité Port Dover (en) du comté de Norfolk en Ontario (Canada). Ce monument rappelle la croix érigé le 23 mars 1670 par les sulpiciens François Dollier de Casson et René de Bréhant de Galinée qui a servi à prendre possession de la région du lac Érié par la France. Il ne subsiste aucun vestige de l'ancienne croix. Le site a été désigné lieu historique national du Canada en 1919 par la commission des lieux et des monuments historiques du Canada.